# Argas acinus
Argas acinus är en fästingart som beskrevs av Alan Whittick 1938. Argas acinus ingår i släktet Argas och familjen mjuka fästingar.
Artens utbredningsområde är Somalia. Inga underarter finns listade i Catalogue of Life.